# 대구이룸고등학교
대구이룸고등학교는 대구광역시 북구에 있는 직업 교육에 중점을 둔 고등학교 과정의 공립 특수학교이다.

## 연혁
- 2022년 3월 1일 : 개교